# Myosurus
Myosurus is een geslacht van eenjarige planten uit de ranonkelfamilie (Ranunculaceae), wereldwijd verspreid over alle gematigde gebieden met het zwaartepunt in Noord-Amerika.
In Europa komen twee soorten voor waarvan de muizenstaart (Myosurus minimus), ook in België en Nederland te vinden is.

## Naamgeving en etymologie
De botanische naam Myosurus is een samenstelling van Oudgrieks μῦς, mus (muis) en οὐρά, oura (staart), een naam gegeven door de Vlaamse botanicus Rembert Dodoens.

## Kenmerken

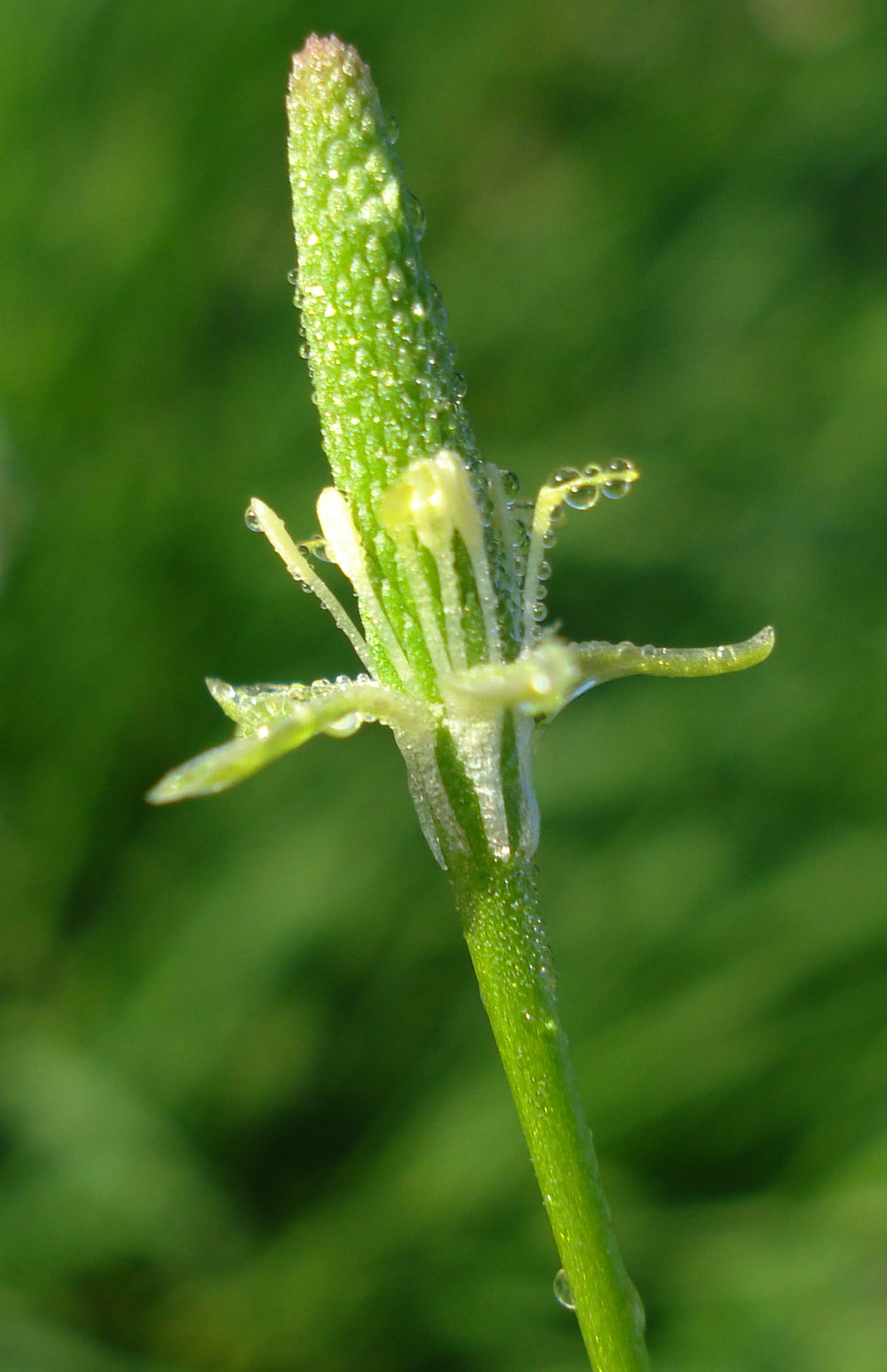
Muizenstaart (Myosurus minimus), detail van de bloem

Myosurus-soorten zijn eenjarige, kruidachtige planten met lijnvormige tot smal lancetvormige, ongetande, gesteelde grondbladeren en eindstandige, solitaire bloemen zonder schutblaadjes.
De bloemen zijn tweeslachtig enradiaal symmetrisch. Aan de basis van de bloem staan er meestal 5 kleine (tot 4 mm lange) groene halfronde tot lijnlancetvormige kelkblaadjes, voorzien van een spoor, en hogerop tot 5 losstaande, nog kleinere (tot 2,5 mm lange) witte smal spatelvormige tot lijnvormige kroonblaadjes met gebogen, klauwachtige top en voorzien van een honingklier. De bloem bezit verder 5 tot 25 meeldraden met een draadvormige helmdraad en een knotsvormige helmknop, en een langwerpig hoofdje van 10 tot 400 vruchtbeginsels met elk een zaadknop en een stijl.
Na de bloei vormen zich ongesteelde, prismavormige nootjes, eindigend in een snaveltje.

## Soorten
Het geslacht telt naargelang de bron 15 tot 35 soorten, waaronder:
- Myosurus minimus L. (1753) (Muizenstaart)
- Myosurus sessilis S.Watson (1882)

... · Myosurus minimus (Muizenstaart) · Myosurus sessilis · ...
... · Aconitum (Monnikskap) · Actaea · Adonis · Aquilegia (Akelei) · Anemone (Anemoon) · Caltha (Dotterbloem) · Clematis · Consolida (Ridderspoor) · Delphinium (Ridderspoor) · Eranthis · Helleborus (Nieskruid) · Hepatica · Myosurus · Nigella (Nigelle) · Pulsatilla · Ranunculus (Boterbloem) · Thalictrum (Ruit) · Trollius · ...